# Августовское переживание

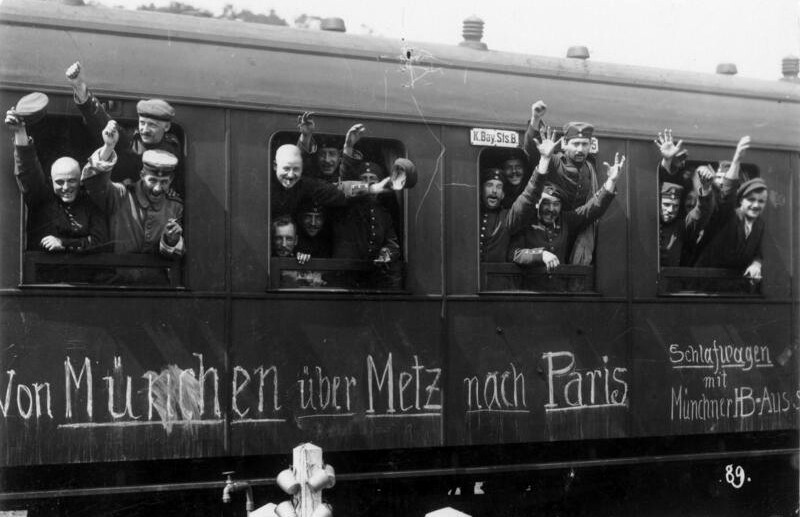
Военный эшелон. Август 1914 года

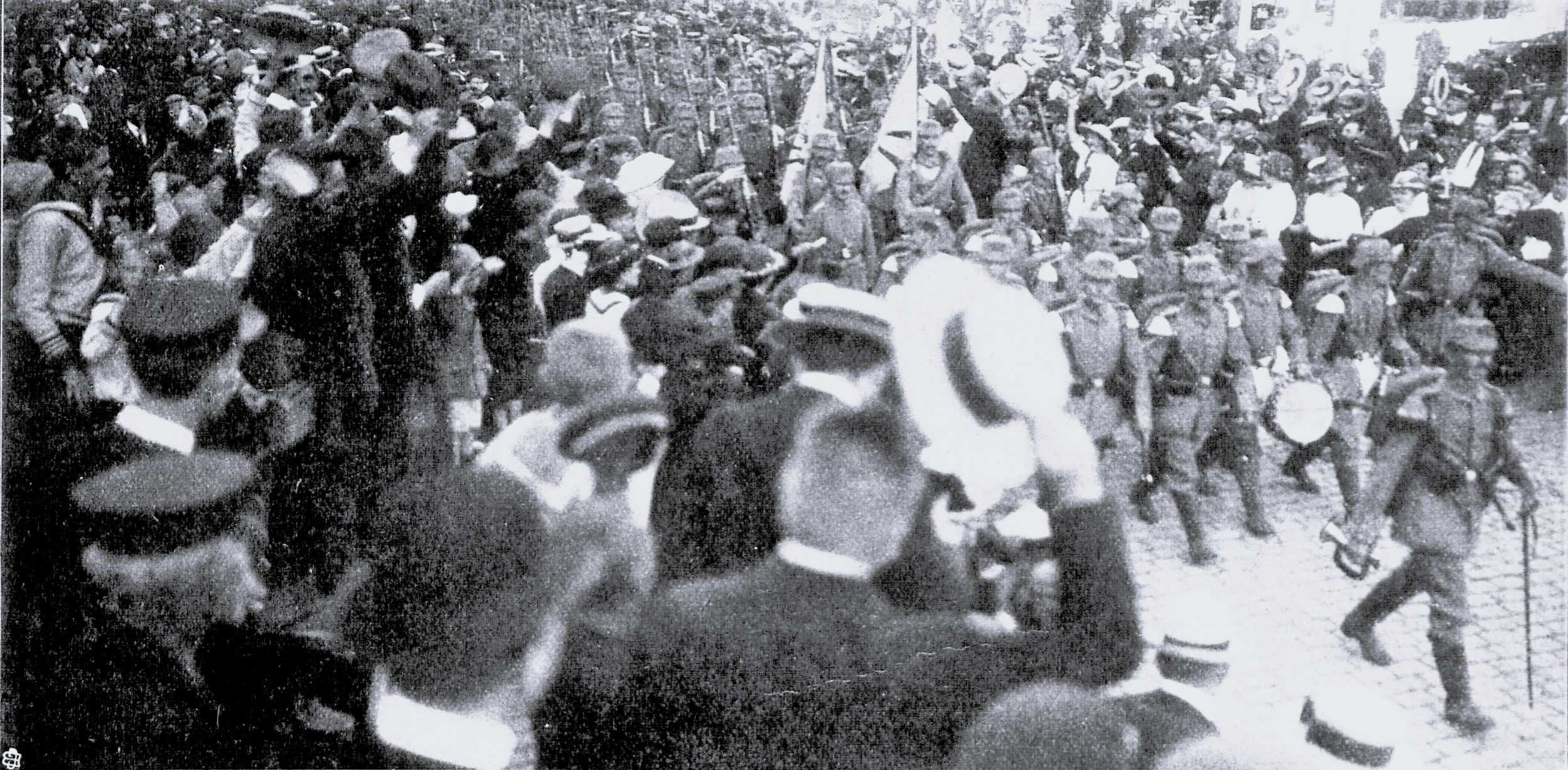
Германские солдаты идут на фронт под ликование народных масс

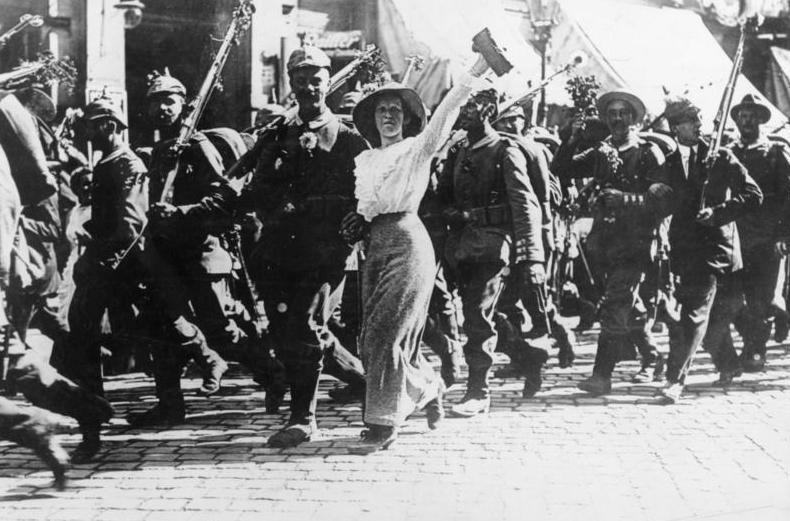
Германские солдаты покидают гарнизон

«Августовское переживание» («Августовское воодушевление», нем. Augusterlebnis) — термин, которым в истории и литературе Германии обозначается патриотический подъём, наблюдавшийся в широких слоях населения Германской империи в августе 1914 года в связи с началом Первой мировой войны. Иногда настрой, охвативший Германию в это время, называют также «духом 1914 года» (нем. Geist von 1914).
Объявление войны в 1914 году было воспринято жителями Германии и её союзницы Австро-Венгрии с большим воодушевлением. Победа над Францией и Великобританией, «коварным Альбионом», извечным врагом Германии, которой так жаждали немцы, стала для них вопросом национальной гордости. Сторонники СДПГ призывали к войне с реакционным русским царизмом.
Горожане в военной эйфории толпами высыпали на улицы, чтобы торжественно проводить войска на фронт, и украшали штыки винтовок цветами. Многие писатели и деятели искусства приветствовали начало войны. Томас Манн называл войну «очищением» и расставанием с «сытым мирным временем». Националистически настроенные немцы сравнивали войну с «очищающим закаливанием для нации». Богословы придавали войне религиозную святость. В разваливавшейся СДПГ группировка Ленша, Кунова и Гениша пропагандировала военный, государственный и национальный социализм. Многие в Германии восприняли начало войны как пробуждение. Империалистическая идея о «месте под солнцем» и поджигательство войны главами государств возымели результаты. Студенчество видело в экзистенциальном опыте борьбы возможность избежать скучного и пустого существования. Военная эйфория нашла своё отражение, в частности, в «манифесте девяноста трёх», появившемся в сентябре 1914 года, и заявлении преподавателей высшей школы Германской империи, которое в октябре 1914 года подписало более трёх тысяч человек.
Феномен «августовского переживания» привлёк внимание Голо Манна, который посвятил ему главу «Настроения» в своей работе «Немецкая история XIX и XX веков». «Ликование, ярость и радость от войны» чувствовались в Европе повсюду, ведь все считали, что на них напали, особенно в Германии. Здесь вызрела годами насаждаемая идея о том, что Германия находится в окружении, от которого необходимо освободиться. Особую волну патриотизма вызвала информация о мобилизации в России. Быстро последовавшие затем одно за другим объявления войны России и Франции создали впечатление, что планировавшееся окружение Германии едва удалось предотвратить, и вера в победу укрепилась.
Интеллектуалы, которые всегда сторонились толпы, теперь стали патриотами. Макс Вебер писал об «этой великой и великолепной войне» и о том, что славно быть её очевидцем, но горько не иметь возможности пойти на фронт. Стефан Цвейг во «Вчерашнем мире» описывал притягательное чувство солидарности, охватившее немецкий народ, которому было сложно противостоять: «Как никогда, тысячи и сотни тысяч людей чувствовали то, что им надлежало бы чувствовать скорее в мирное время: что они составляют единое целое».